# Статистичний критерій
Статистичний критерій — строге математичне правило, за яким приймається або відкидається та або інша статистична гіпотеза. Побудовою критерію є вибір відповідної функції від результатів спостережень (ряду емпірично набутих значень ознаки), яка служить для виявлення міри розбіжності між емпіричними значеннями і гіпотетичними.

## Визначення
Нехай дано вибірку {\displaystyle \mathbf {X} =(X_{1},\ldots ,X_{n})} з невідомо сумісного розподілу {\displaystyle \mathbb {P} ^{\mathbf {X} }}, і сім'я статистичних гіпотез {\displaystyle H_{0},H_{1},\ldots }. Тоді статистичним критерієм називається функція, що встановлює відповідність між величинами, що спостерігаються, і можливими гіпотезами:
{\displaystyle f:\mathbb {R} ^{n}\to \{H_{0},H_{1},\ldots \}}.
Таким чином кожній реалізації вибірки {\displaystyle \mathbf {x} =(x_{1},\ldots ,x_{n})} статистичний критерій зіставляє найбільш відповідну з точки зору цього критерію гіпотезу про розподіл, що породив дану реалізацію.

## Види критеріїв
Статистичні критерії підрозділяють на такі категорії:
- Критерій значущості. Перевірка за значущістю припускає перевірку гіпотези про числові значення відомого закону розподілу:

{\displaystyle H_{0}:\quad a=a_{0}} — нульова гіпотеза.
{\displaystyle H_{1}:\quad a>a_{0}\quad (a<a_{0})} або {\displaystyle a\neq a_{0}} — альтернативна гіпотеза, що конкурує.
- Критерій узгодженості. Перевірка на узгодженість має на увазі, що випадкова величина, що досліджується, підкорюється закону, що розглядається. Критерій узгодженості можна також сприймати, як критерій значущості.
- Критерій однорідності. При перевірці на однорідність випадкові величини досліджуються на факт взаємної відповідності їх законів розподілу (чи підкорюються ці величини одному і тому ж закону). Використовуються у Факторному аналізі для визначення наявності залежностей.

Цей розділ умовний, і часто один і той же критерій може бути використаний в різних якостях.

## Основні поняття
- Потужність критерію
- Рівень критерію

## Простий приклад
Нехай дано незалежну вибірку {\displaystyle \mathbf {X} =(X_{1},\ldots ,X_{n})^{\top }}, де {\displaystyle X_{i}\sim \mathrm {N} (\mu ,1),\quad i=1,\ldots ,n}. Нехай маємо дві прості гіпотези:
{\displaystyle {\begin{matrix}H_{0}:&\mu =0,\\H_{1}:&\mu =1.\end{matrix}}}
Тоді можна визначити наступний статистичний критерій:
{\displaystyle f(x_{1},\ldots ,x_{n})=\left\{{\begin{matrix}H_{0},&{\bar {x}}\leq 0.5\\H_{1},&{\bar {x}}>0.5,\end{matrix}}\right.}
де {\displaystyle {\bar {x}}={\frac {1}{n}}\sum \limits _{i=1}^{n}x_{i}} — вибіркове середнє.

## Непараметричні критерії
Група статистичних критеріїв, які не включають в розрахунок параметри ймовірнісного розподілу і засновані на оперуванні частотами або рангами:
- Q-критерій Розенбаума[ru]
- U-критерій Манна-Уітні
- Критерій Колмогорова
- Критерій Уілкоксона[en]

## Параметричні критерії
Група статистичних критеріїв, які включають в розранунок параметри ймовірнісного розподілу ознаки (середнього і дисперсії)
- t-критерій Стьюдента
- Критерій відношення правдоподібності
- Критерій узгодженості Пірсона